# Hernán Alvarado Solano
Hernán Alvarado Solano (ur. 26 stycznia 1946 w Bogocie, zm. 31 stycznia 2011 w Bogocie) – kolumbijski duchowny katolicki, wikariusz apostolski Guapi w latach 2001−2011.

## Życiorys
Święcenia kapłańskie przyjął 4 grudnia 1971 i został inkardynowany do diecezji Zipaquirá. Pełnił funkcje m.in. wikariusza biskupiego ds. duszpasterskich, kierownikiem duszpasterstwa oświatowego oraz proboszcza w Ubaté.

### Episkopat
13 lutego 2001 został mianowany przez papieża Jana Pawła II pierwszym wikariuszem apostolskim nowo powstałego Guapi ze stolicą tytularną Tubunae in Mauretania. Sakry biskupiej udzielił mu 24 marca tegoż roku bp Jorge Enrique Jiménez Carvajal.
Zmarł 31 stycznia 2011.